# Levent Tezcan
Levent Tezcan (* 1961 in Havza, Türkei) ist ein deutscher Soziologe und Hochschullehrer. Er ist Professor für sozialwissenschaftliche Erforschung des Islam des 20. und 21. Jahrhunderts an der Westfälischen Wilhelms-Universität Münster.

## Biografie
Levent Tezcan studierte zunächst von 1978 bis 1985 Politikwissenschaft an der Universität Ankara und floh 1988 nach Deutschland. An der Universität Bremen setzte er von 1989 bis 1993 seine Studien im Fach Sozialwissenschaften fort. Im Anschluss war er als Wissenschaftlicher Mitarbeiter bei dem Soziologen, Konflikt- und Gewaltforscher Wilhelm Heitmeyer an der Universität Bielefeld tätig und wurde ebenda im Jahr 2001 mit der Studie Religiöse Strategien der machbaren Gesellschaft. Verwaltete Religion und islamistische Utopie in der Türkei im Fach Soziologie zum Dr. rer. soc. promoviert. Von 2008 bis 2015 war er Assistant Professor an der School of Humanities, Department Culture Studies der Universität Tilburg, weiterhin assoziiertes Mitglied am Institut für interdisziplinäre Konflikt- und Gewaltforschung der Universität Bielefeld und von 2014 bis 2015 Visiting Research Fellow am Käte Hamburger Kolleg Dynamiken der Religionsgeschichte am Centrum für Religionswissenschaftliche Studien (CERES) der Ruhr-Universität Bochum. Am CERES war Tezcan bis Januar 2019 beschäftigt, bevor er einem Ruf auf die Professur für die sozialwissenschaftliche Erforschung des Islam im Europa des 20. und 21. Jahrhunderts am Institut für Soziologie der Westfälischen Wilhelms-Universität Münster folgte. Am Exzellenzcluster Religion und Politik der WWU ist er mit einem Projekt zu Formen islamischer Lebensführung unter Bedingungen kultureller Diversität beteiligt.
Tezcan war eingeladener Wissenschaftler der Deutschen Islam Konferenz und hat darüber mehrfach publiziert. Zu seinen Forschungsschwerpunkten gehören neben der Soziologie des Islam, Themen der Migration und religiösen Vielfalt sowie Politik und Religion in der Türkei.

## Publikationen (Auswahl)
- Religiöse Strategien der machbaren Gesellschaft, Bielefeld: transcript, 2003.
- Moderner Islam. Fallstudien zur islamischen Religiosität in Deutschland. Hildesheim: Olms Verlag, 2004, gemeinsam mit Johannes Twardella.
- Konfliktfeld Islam in Europa, Baden-Baden: Nomos, 2007, gemeinsam herausgegeben mit Monika Wohlrab-Sahr.
- Das muslimische Subjekt. Verfangen im Dialog der Deutschen Islam Konferenz. Konstanz: Konstanz Univ. Press, 2012.
- Die Subjekte der Islampolitik. Beiträge zu einer Soziologie des Islams. Wiesbaden: Springer VS, 2021.
- Alles Rassismus? Ressentiment in der Einwanderungsgesellschaft. Konstanz: Konstanz Univ. Press, 2024.